# Église de l'Assomption de Marnay-sur-Seine
L'église de l'Assomption est une église située à Marnay-sur-Seine, en France.

## Localisation
L'église est située sur la commune de Marnay-sur-Seine, dans le département français de l'Aube.

## Historique
L'édifice est classé au titre des monuments historiques en 1990.